# Oryx dammah
El órix de cuernos de cimitarra u órix blanco (Oryx dammah) es una especie de bóvido africano de la subfamilia Hippotraginae. Es la única especie de Oryx que posee cuernos curvos, lo que le da el nombre común. Su aspecto es usual en el género, pero sus cuernos se curvan hacia atrás en forma de cimitarra y su pelaje, aunque blanco, es de color rojizo en las patas y el cuello, mientras que la máscara facial es casi ausente.
Esta especie presenta la particularidad de que fue domesticada en el Antiguo Egipto como animal productor de carne. Eventualmente su domesticación cayó en desuso debido a la agresividad de la especie. Se distribuía por todo el territorio sahariano.

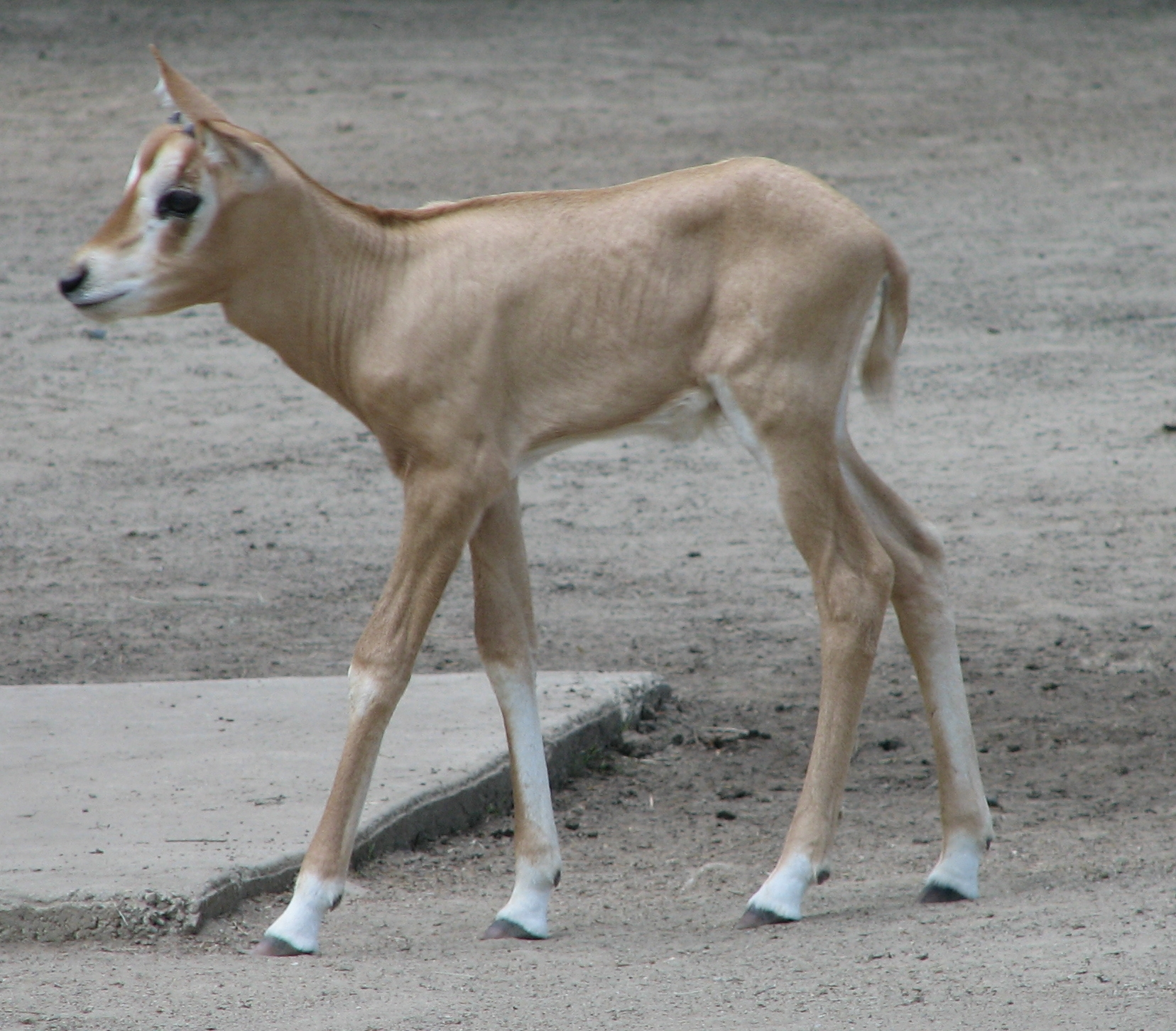
Un pequeño orix blanco

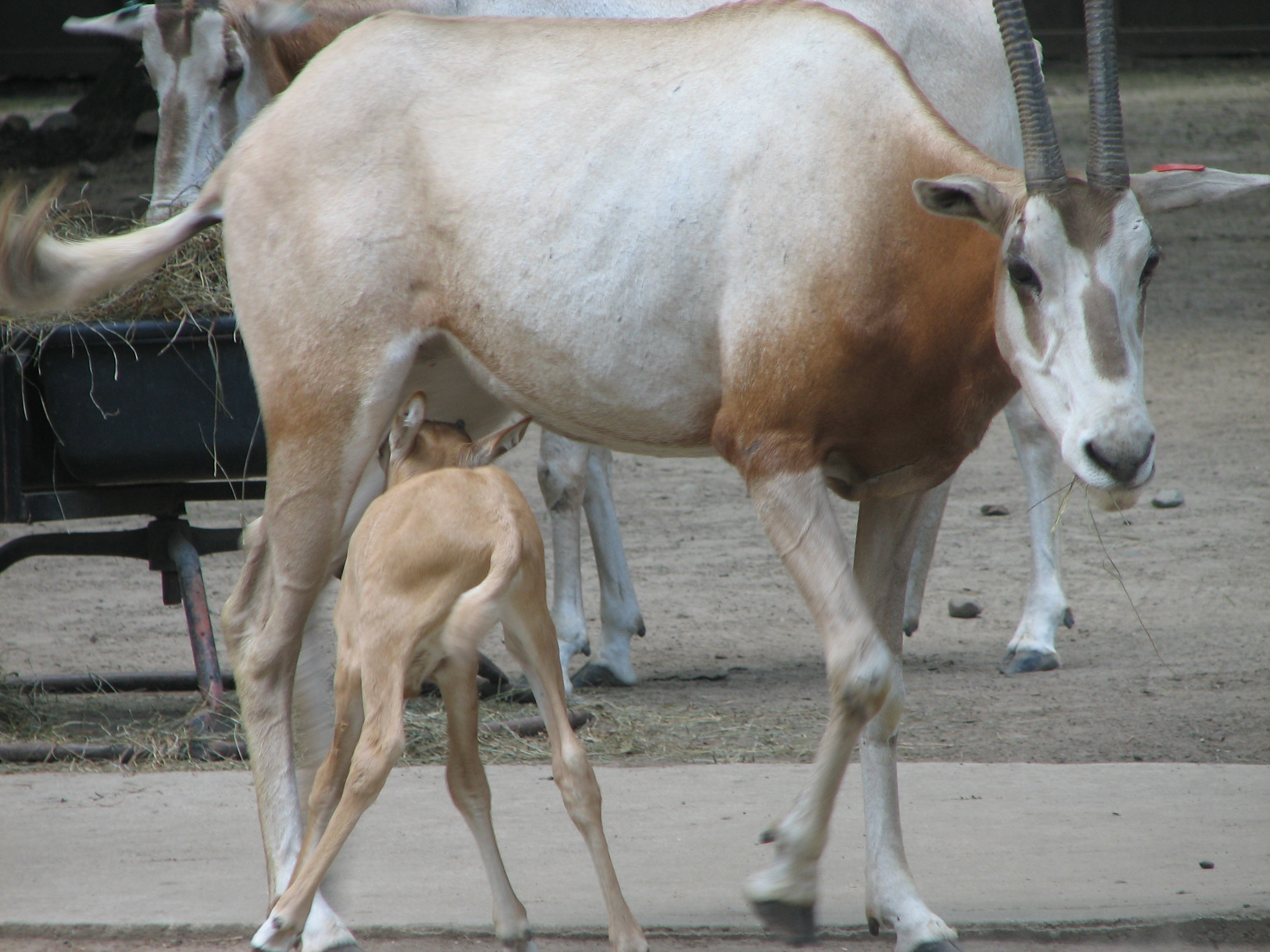
Un pequeño orix de cuernos cimitarra con su madre

## Conservación
Debido a la caza excesiva y la competencia con el ganado doméstico fue declarado extinto en estado salvaje pero se conservan ejemplares en cautiverio. El informe de octubre de 2008 de la Unión Mundial para la Conservación de la Naturaleza lo consideraba extinto en estado salvaje, aunque hay unos 1250 ejemplares en cautividad (en 1996), y existe un plan en Túnez para su reintroducción.
Entre los intentos de conservación destaca la introducción de esta especie en el Parque nacional de Souss-Massa, en Marruecos, con el objeto de aclimatarlo a condiciones naturales y proceder, posteriormente, a su liberación en su antigua área de distribución cuando se pueda garantizar su supervivencia.
En el año 2016, se reintrodujo una población de la especie en Chad.